# Rhopalodontus
Rhopalodontus là một chi bọ cánh cứng trong họ Ciidae.

## Các loài
- Rhopalodontus armifrons Reitter, 1913
- Rhopalodontus baudueri Abeille de Perrin, 1874
- Rhopalodontus camelus Abeille de Perrin, 1876
- Rhopalodontus harmandi Lesne, 1917
- Rhopalodontus novorossicus Reitter, 1901
- Rhopalodontus perforatus Gyllenhal, 1813
- Rhopalodontus perrini Reitter, 1878
- Rhopalodontus populi C. & H. Brisout de Barneville, 1877
- Rhopalodontus strandi Lohse, 1969